# Canton de Vaugneray
Le canton de Vaugneray est une circonscription électorale française située dans le département du Rhône, en région Auvergne-Rhône-Alpes.

## Histoire
À la suite du redécoupage cantonal de 2014, les limites territoriales du canton sont remaniées. Le nombre de communes du canton passe de 14 à 18.

## Représentation

### Conseillers généraux de 1833 à 2015
| Période      | Période      | Identité                    | Étiquette            | Qualité |
| ------------ | ------------ | --------------------------- | -------------------- | --- |
| 1833         | 1836         | Antoine Carret              |                      | Juge de paix à Tassin |
| 1836         | 1848         | Christophe Martin           |                      | Magistrat, ancien Maire de Charbonnières Maire de Lyon (1835-1840)                                                                                        |
| 1848         | 1852         | Pierre Perrin de Bénévent   |                      | Maire de Vaugneray, conseiller d'arrondissement |
| 1852         | 1870         | Jean-Jacques Desprez        |                      | Avocat, bâtonnier Président de chambre honoraire à la Cour impériale de Lyon                                                                              |
| 1870         | 1871         | Jean-Claude Rappet          |                      | Avocat, propriétaire à Lyon et à Grézieu-la-Varenne |
| 1871         | 1880         | Henri Feuga                 | Droite               | Architecte, maire de Brindas (1868-1880) |
| 1880         | 1892         | Auguste Ferrouillat         | Républicain          | Administrateur du Lyon Républicain |
| 1892         | 1900 (décès) | Jacques Pierre Marie Périer | Républicain          | Propriétaire, rentier, maire de Vaugneray (1892-1900) |
| 1900         | 1909 (décès) | François Perret             | Républicain          | Maire de Vaugneray, conseiller d'arrondissement |
| 1910         | 1931 (décès) | Raoul Sérullaz              | Rad.                 | Médecin, maire de Vaugneray (1901-1931) |
| 1931         | 1940         | Jean Parrel                 | Rad.                 | Agriculteur Maire de Messimy (1920-1944) Membre de la Commission administrative départementale (1940-1942) Nommé conseiller départemental en 1942         |
|              |              |                             |                      | |
| 1945         | 1961 (décès) | Armand Haour (1883-1961)    | DVD                  | Entrepreneur de travaux publics à Lyon Ingénieur des Arts et Manufactures, maire de Vaugneray (1945-1961)                                                 |
| 25 mars 1962 | 1982         | Jean Villard                | MRP puis CD puis UDF | Directeur d'une société forestière Conseiller municipal de Vaugneray Ancien député (1946-1958)                                                            |
| 1982         | 2015         | Georges Barriol             | RPR puis UMP         | Directeur d'organisme de formation professionnelle Maire de Sainte-Consorce (1989-2001) Vice-président du Conseil général Suppléant du député Jean Besson |

### Conseillers d'arrondissement (de 1833 à 1940)
| Période                                  | Période          | Identité                          | Étiquette   | Qualité |
| ---------------------------------------- | ---------------- | --------------------------------- | ----------- | --- |
| 1833                                     | 1845             | Jean-Marie Bouchard-Jambon        |             | Propriétaire Rue Vaubecour à Lyon, maire de Francheville                                                    |
| 1845                                     | 1848             | Pierre Perrin de Bénévent         |             | Maire de Vaugneray                                                                                          |
|                                          |                  |                                   |             | |
| 1880                                     | 1886             | Claude Gras                       |             | Conseiller municipal de Sainte-Consorce                                                                     |
| 1886                                     | 1900 (démission) | François Perret                   | Républicain | Maire de Vaugneray                                                                                          |
| 17 juin 1900                             | 1913             | Jean Pierre Dumortier (1856-1928) | Républicain | Cultivateur, maire de Pollionnay                                                                            |
| 1913                                     | 1919             | M. Delarbre                       |             | Conseiller municipal de Grigny                                                                              |
| 1919                                     | 1925             | M. Raton                          | SFIO        | |
| 1925                                     | 1931             | Honoré Esplette                   | Radical     | Propriétaire à Tassin-la-Demi-Lune                                                                          |
| 1931                                     | 1937             | Pierre Vauboin                    | Républicain | Ancien artisan, maire de Tassin-la-Demi-Lune                                                                |
| 1937                                     | 1940             | Édouard Ruelle                    | Radical     | Directeur de banque, maire de Tassin-la-Demi-Lune                                                           |
| 1940                                     |                  |                                   |             | Les conseils d'arrondissement ont été suspendus par la loi du 12 octobre 1940 et n'ont jamais été réactivés |
| Les données manquantes sont à compléter. |                  |                                   |             | |

### Conseillers départementaux à partir de 2015
| Période élective | Période élective | Mandat | Mandat   | Identité       | Nuance | Nuance | Qualité                                                |
| ---------------- | ---------------- | ------ | -------- | -------------- | ------ | ------ | ------------------------------------------------------ |
| 2015             | 2021             | 2015   | 2021     | Claude Goy     |        | UDI    | Entrepreneur, adjointe au maire de Larajasse           |
| 2015             | 2021             | 2015   | 2021     | Daniel Jullien |        | UDI    | Agriculteur biologique, maire de Vaugneray depuis 2001 |
| 2021             | 2028             | 2021   | en cours | Claude Goy     |        | UDI    | Conseillère sortante                                   |
| 2021             | 2028             | 2021   | en cours | Daniel Jullien |        | UDI    | Conseiller sortant                                     |

### Résultats détaillés

#### Élections de mars 2015
À l'issue du 1er tour des élections départementales de 2015, deux binômes sont en ballottage : Claude Goy et Daniel Jullien (UDI, 34,93 %) et Jacques Confot et Agnès Marion (FN, 23,88 %). Le taux de participation est de 51,72 % (11 725 votants sur 22 671 inscrits) contre 48,95 % au niveau départemental et 50,17 % au niveau national.
Au second tour, Claude Goy et Daniel Jullien (UDI) sont élus avec 73,43 % des suffrages exprimés et un taux de participation de 52,51 % (8 362 voix pour 11 903 votants et 26 710 inscrits).

#### Élections de juin 2021
Le premier tour des élections départementales de 2021 est marqué par un très faible taux de participation (33,26 % au niveau national). Dans le canton de Vaugneray, ce taux de participation est de 31,25 % (7 540 votants sur 24 130 inscrits) contre 32,35 % au niveau départemental. À l'issue de ce premier tour, deux binômes sont en ballottage : Claude Goy et Daniel Jullien (Union au centre et à droite, 74,69 %) et Christian Foilleret et Colette Suzanne (binôme écologiste, 25,31 %).
Le second tour des élections est marqué une nouvelle fois par une abstention massive équivalente au premier tour. Les taux de participation sont de 34,36 % au niveau national, 33,07 % dans le département et 33,54 % dans le canton de Vaugneray. Claude Goy et Daniel Jullien (Union au centre et à droite) sont élus avec 75,42 % des suffrages exprimés (5 886 voix pour 8 096 votants et 24 136 inscrits),,. 

## Composition

### Composition de 1833 à 1985
Le canton regroupait seize communes :
- Brindas
- Charbonnières-les-Bains
- Courzieu
- Craponne
- Grézieu-la-Varenne
- Grigny
- Marcy-l'Étoile
- Messimy
- Pollionnay
- Saint-Genis-les-Ollières
- Saint-Laurent-de-Vaux
- Sainte-Consorce
- Tassin-la-Demi-Lune
- Thurins
- Vaugneray
- Yzeron

### Composition de 1985 à 2015
Le canton regroupait quatorze communes.
| Nom                      | Code Insee | Codepostal | Superficie (km2) | Population (dernière pop. légale) | Densité (hab./km2) |
| ------------------------ | ---------- | ---------- | ---------------- | --------------------------------- | ------------------ |
| Vaugneray (chef-lieu)    | 69255      | 69670      | 22,38            | 4 925 (2012)                      | 220                |
| Brindas                  | 69028      | 69126      | 11,27            | 5 651 (2012)                      | 501                |
| Charbonnières-les-Bains  | 69044      | 69260      | 4,13             | 4 851 (2012)                      | 1 175              |
| Courzieu                 | 69067      | 69690      | 27,04            | 1 117 (2012)                      | 41                 |
| Craponne                 | 69069      | 69290      | 4,62             | 10 165 (2012)                     | 2 200              |
| Grézieu-la-Varenne       | 69094      | 69290      | 7,45             | 5 227 (2012)                      | 702                |
| Marcy-l'Étoile           | 69127      | 69280      | 5,37             | 3 503 (2012)                      | 652                |
| Messimy                  | 69131      | 69510      | 11,10            | 3 356 (2012)                      | 302                |
| Pollionnay               | 69154      | 69290      | 15,80            | 2 151 (2012)                      | 136                |
| Saint-Genis-les-Ollières | 69205      | 69290      | 3,74             | 4 563 (2012)                      | 1 220              |
| Saint-Laurent-de-Vaux    | 69221      | 69670      | 2,64             | 270 (2012)                        | 102                |
| Sainte-Consorce          | 69190      | 69280      | 5,81             | 1 855 (2012)                      | 319                |
| Thurins                  | 69249      | 69510      | 19,36            | 2 947 (2012)                      | 152                |
| Yzeron                   | 69269      | 69510      | 10,75            | 1 022 (2012)                      | 95                 |

### Composition depuis 2015
Le canton de Vaugneray comprend désormais dix-huit communes entières.
| Nom                               | Code Insee | Intercommunalité           | Superficie (km2) | Population (dernière pop. légale) | Densité (hab./km2) | Modifier                                    |
| --------------------------------- | ---------- | -------------------------- | ---------------- | --------------------------------- | ------------------ | ------------------------------------------- |
| Vaugneray (bureau centralisateur) | 69255      | CC des Vallons du Lyonnais | 25,02            | 6 198 (2022)                      | 248                | modifier les données · modifier les données |
| Aveize                            | 69014      | CC des Monts du Lyonnais   | 16,64            | 1 108 (2022)                      | 67                 | modifier les données · modifier les données |
| La Chapelle-sur-Coise             | 69042      | CC des Monts du Lyonnais   | 6,58             | 566 (2022)                        | 86                 | modifier les données · modifier les données |
| Coise                             | 69062      | CC des Monts du Lyonnais   | 9,03             | 794 (2022)                        | 88                 | modifier les données · modifier les données |
| Duerne                            | 69078      | CC des Monts du Lyonnais   | 11,41            | 842 (2022)                        | 74                 | modifier les données · modifier les données |
| Grézieu-le-Marché                 | 69095      | CC des Monts du Lyonnais   | 11,49            | 831 (2022)                        | 72                 | modifier les données · modifier les données |
| Larajasse                         | 69110      | CC des Monts du Lyonnais   | 33,61            | 1 820 (2022)                      | 54                 | modifier les données · modifier les données |
| Meys                              | 69132      | CC des Monts du Lyonnais   | 14,65            | 855 (2022)                        | 58                 | modifier les données · modifier les données |
| Pollionnay                        | 69154      | CC des Vallons du Lyonnais | 15,80            | 2 966 (2022)                      | 188                | modifier les données · modifier les données |
| Pomeys                            | 69155      | CC des Monts du Lyonnais   | 13,10            | 1 133 (2022)                      | 86                 | modifier les données · modifier les données |
| Rontalon                          | 69170      | CC du Pays mornantais      | 12,67            | 1 167 (2022)                      | 92                 | modifier les données · modifier les données |
| Saint-André-la-Côte               | 69180      | CC du Pays mornantais      | 4,77             | 274 (2022)                        | 57                 | modifier les données · modifier les données |
| Saint-Martin-en-Haut              | 69227      | CC des Monts du Lyonnais   | 38,64            | 3 917 (2022)                      | 101                | modifier les données · modifier les données |
| Saint-Symphorien-sur-Coise        | 69238      | CC des Monts du Lyonnais   | 4,07             | 3 749 (2022)                      | 921                | modifier les données · modifier les données |
| Sainte-Catherine                  | 69184      | CC des Monts du Lyonnais   | 13,76            | 981 (2022)                        | 71                 | modifier les données · modifier les données |
| Sainte-Consorce                   | 69190      | CC des Vallons du Lyonnais | 5,81             | 2 109 (2022)                      | 363                | modifier les données · modifier les données |
| Thurins                           | 69249      | CC des Vallons du Lyonnais | 19,36            | 3 268 (2022)                      | 169                | modifier les données · modifier les données |
| Yzeron                            | 69269      | CC des Vallons du Lyonnais | 10,75            | 980 (2022)                        | 91                 | modifier les données · modifier les données |
| Canton de Vaugneray               | 6912       |                            | 267,16           | 33 558 (2022)                     | 126                | modifier les données                        |

## Démographie

### Démographie avant 2015
| 1962   | 1968   | 1975   | 1982   | 1990   | 1999   | 2006   | 2011   | 2012   |
| ------ | ------ | ------ | ------ | ------ | ------ | ------ | ------ | ------ |
| 16 429 | 18 955 | 23 845 | 29 670 | 36 729 | 43 529 | 47 726 | 51 064 | 51 603 |

### Démographie depuis 2015
En 2022, le canton comptait 33 558 habitants, en évolution de +4,77 % par rapport à 2016 (Rhône : +4,34 %, France hors Mayotte : +2,11 %).
| 2013   | 2018   | 2022   |
| ------ | ------ | ------ |
| 30 925 | 32 640 | 33 558 |